# فيفس (باد كاليه)
فيفس، باد كاليه (بالفرنسية: Fiefs, Pas-de-Calais)‏ هي بلدية تقع في إقليم باد كاليه من منطقة نور با دو كاليه في شمال فرنسا. تبلغ مساحة هذه المدينة 10.97 (كم²)، وترتفع عن سطح البحر 195 م، يبلغ عدد سكانها 329 نسمة حسب إحصاء المعهد الوطني للإحصاء والدراسات الاقتصادية سنة 2009 م. وترأس René Choquet البلدية خلال فترة (2008-2014).